# ویازوویه (شهرستان پروخوروفسکی، استان بلگورود)
ویازوویه (انگلیسی: Vyazovoye, Prokhorovsky District, Belgorod Oblast) یک شهرک در بخش پروخوروفسکی استان بلگورود کشور روسیه است.